# Сывороточная болезнь
Сывороточная болезнь — состояние, развивающееся при лечении иммунными сыворотками животного происхождения.
Представляет собой иммунную реакцию на введение чужеродных белков сыворотки, заключающуюся в образовании большого количества связывающих их антител плазмоцитами организма человека. Данная реакция является частным случаем гиперчувствительности III типа. Антитела человека связывают чужеродные белки, образуя иммунные комплексы. При этом фагоцитоз и комплемент-зависимый лизис комплексов антиген-антитело происходит медленно, позволяя им оказывать повреждающее действие на организм. Впервые описал это заболевание австрийский иммунолог Пирке.
В англоязычной литературе термин «serum sickness» («сывороточная болезнь») используется также применительно к небелковым лекарственным средствам.

## Симптомы
- Сыпь
- Зуд
- Артралгия
- Миалгия
- Лихорадка
- Гипотония
- Лимфаденопатия
- Спленомегалия
- Гломерулонефрит

## Лечение
- Отмена препарата
- Кортикостероиды
- Антигистаминные препараты
- Плазмаферез